# Hablitzia
Hablitzia é um género botânico pertencente à família Amaranthaceae.

## Espécies
- Hablitzia tamnoides